# Volker Thiele
Volker Thiele (* 1974) ist ein ehemaliger deutscher Footballspieler.

## Leben
Thiele war von 1999 bis 2004 Spieler der Hamburg Blue Devils. Das Mitglied der Offensive Line erreichte mit den Hamburgern 2001, 2002 und 2003 jeweils das Endspiel um die deutsche Meisterschaft. Alle drei wurden gegen die Braunschweig Lions gewonnen. Nach dem Ende des Spieljahres 2004 zog er sich aus dem Leistungsfootball zurück.